# Sovranità di Dio

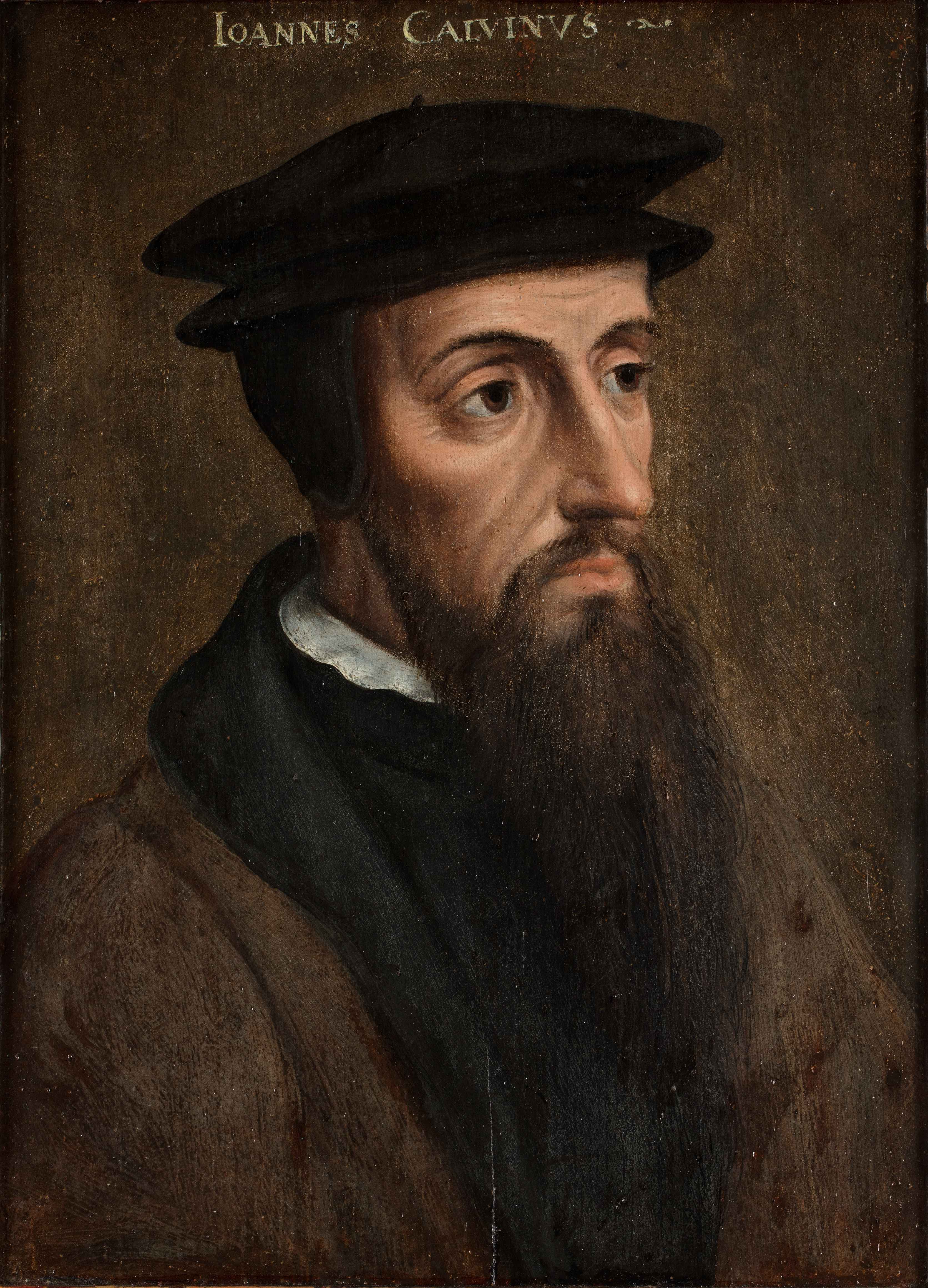
Ritratto del riformatore Giovanni Calvino. Opera di anonimo francese, 1545-1554.

Con l'espressione sovranità di Dio, la teologia calvinista applica a Dio la categoria della regalità e della monarchia assoluta, con tutte le prerogative che la contraddistinguono, affermando che Dio è supremo reggitore e legislatore dell'universo.

## Affermazioni bibliche sulla sovranità di Dio
"Il Signore ha stabilito il suo trono nei cieli, e il suo dominio si estende su tutto" (Salmo 103:19). In quanto "altissimo", Dio "domina sul regno degli uomini e ... lo dà a chi vuole" (Daniele 4:17;25); "il suo dominio è un dominio eterno e il suo regno dura di generazione in generazione" (Daniele 4:34; 5:21); "Il suo dominio è un dominio eterno che non passerà, e il suo regno è un regno che non sarà distrutto" (Daniele 7:14).
Il re di Israele, Davide confessa: "A te, Signore, la grandezza, la potenza, la gloria, lo splendore, la maestà, poiché tutto quello che sta in cielo e sulla terra è tuo! A te, Signore, il regno; a te, che t'innalzi come sovrano al di sopra di tutte le cose!" (1 Cronache 29:11). Questo riconoscimento della sovranità di Dio, espresso in forma di preghiera, echeggia nella conclusione tradizionale del Padre nostro: "Perché a te appartengono il regno, la potenza e la gloria in eterno, amen" (Matteo 6:13). Indubbiamente Dio è: "beato e unico sovrano, il Re dei re e Signore dei signori" (1 Timoteo 6:15; cfr. Apocalisse 19:16).
La sovranità di Dio, così, esprime la natura stessa di Dio come l'onnipotente, in grado di mettere in atto tutto ciò che vuole, portare a compimento i decreti della sua volontà, e mantenere le sue promesse.

## Termini biblici che indicano la Sovranità di Dio
Sono diversi i nomi di Dio che esprimono la Sua sovranità. Egli è chiamato:
- אל עליון "El ‛elyôn": "Dio altissimo" (Genesi 14:18-20);
- אל שׁדי "El shadday": "Dio onnipotente" (Genesi 17:1; cfr. Esodo 6:2);
- אדני יהוה "Adonai yahweh"Dio, Signore" o "Sovrano Signore" (Genesi 15:2; Deuteronomio 3:24);
- παντοκρατωρ "Kyrios pantokrator", "l'Onnipotente", o "Signore su ogni cosa" (Apocalisse 1:8);
- δεσποτα "despota", "mio Signore" (Luca 2:29; Atti 4:24; 2 Pietro 2:1; Giuda 4; Apocalisse 6:10);

## In che modo la sovranità di Dio si manifesta
La sovranità di Dio si esprime nel piano comprensivo o decreto promulgato per la storia umana: egli "compie ogni cosa secondo la decisione della propria volontà" (Efesini 1:11).
La sua sovranità è esercitata e manifestata nella storia nell'ambito dell'opera della creazione, provvidenza e redenzione. Di Dio, il profeta Geremia dice: "hai fatto il cielo e la terra con la tua gran potenza e con il tuo braccio steso; non c'è nulla di troppo difficile per te" (32:17-23) e indubbiamente: "ogni cosa è possibile a Dio" (Marco 10:27; 14:35; Luca 1:37).
Iddio pure sovranamente sostiene e governa l'intero creato secondo la sua provvidenza.
Egli governa il destino di uomini e nazioni (Atti 14:15-17; 17:24-28).
La caduta stessa di Adamo avvenne nell'ambito di ciò che egli aveva disposto (Genesi 2:16,17), come pure la crocifissione di Cristo (Atti 2:23; 4:27,28) ed ogni altro avvenimento.
Il suo governo provvidenziale è onnicomprensivo: "Io formo la luce, creo le tenebre, do il benessere, creo l'avversità; io, il Signore, sono colui che fa tutte queste cose" (Isaia 45:7; cfr. Efesini 1:11).
Manifesta la sovranità di Dio pure l'opera della redenzione. Egli promette, stabilisce alleanze e conduce la storia della salvezza. Il Messia stesso è "Dio potente" (Isaia 9:6,7), "Figlio dell'Altissimo", il cui regno "non avrà mai fine" (Luca 1:33). Dall'inizio del suo ministero pubblico alla fine, il messaggio di Gesù Cristo riguarda il Regno di Dio (Marco 1:15; Atti 1:3; più di 100 volte nei vangeli sinottici. Dopo la sua risurrezione Cristo afferma: "Ogni potere mi è stato dato in cielo e sulla terra" (Matteo 28:18), ed il Cristo asceso al cielo è esaltato: "al di sopra di ogni principato, autorità, potenza, signoria e di ogni altro nome che si nomina non solo in questo mondo, ma anche in quello futuro" (Efesini 1:21; Filippesi 2:9-11; 1 Corinzi 1:15-28; Apocalisse 5:9-14). Per questo la più antica confessione di fede cristiana era semplicemente: "Gesù è il Signore" (Romani 10:9).
L'Evangelo stesso manifesta la sovranità di Dio. "Esso è potenza di Dio per la salvezza di chiunque crede" (Romani 1:16) e "per quelli che sono chiamati" Cristo è "potenza di Dio e sapienza di Dio" (1 Corinzi 1:24; cfr. Efesini 1:18-22).
Anche l'autorità delle Sacre Scritture è espressione della sovranità di Dio, dato che la scrittura "è ispirata da Dio e utile a insegnare, a riprendere, a correggere, a educare alla giustizia" (2 Timoteo 3:16). Ecco perché "la Scrittura non può essere annullata" (Giovanni 10:35) e perché ogni cosa che essa dichiara sarà adempiuta (Matteo 5:18; Luca 24:44).

## Considerazioni teologiche
Generalmente i teologi considerano la "sovranità" come uno degli attributi di Dio incomunicabili. "Sovranità" esprime una caratteristica intrinseca di Dio, e talvolta si fa una distinzione fra "volontà sovrana" e "potenza sovrana". La sovrana volontà di Dio e la sua potenza non sono arbitrarie, dispotiche o deterministiche. La sua sovranità è caratterizzata dalla sua giustizia e santità, come pure dai suoi altri attributi.
La sovranità di Dio e la responsabilità umana sono paradossali e vanno oltre l'umana comprensione, ma non sono contraddittorie. La sovranità di Dio e la sovranità umana sono certamente in contraddizione reciproca (non ci può essere che un sovrano oppure sono in conflitto), ma la sovranità di Dio e la responsabilità umana non lo sono. Dio, nella storia, per realizzare i suoi propositi, si avvale di strumenti umani, eppure l'uso di tali mezzi non implica coercizione.
Dio ci comanda di vivere secondo la sua sovrana legge (Genesi 2:16,17; Esodo 20; Matteo 22:37,38). Eppure Dio realizza la sua volontà anche attraverso azioni umane peccaminose e disubbidienti (Genesi 45:5, 7-8; 50:19,20). La crocefissione di Gesù Cristo, certamente il crimine più odioso della storia, avvenne nei limiti dei piani di Dio, benché i suoi assassini ne siano totalmente responsabili e condannabili: "...quest'uomo, quando vi fu dato nelle mani per il determinato consiglio e la prescienza di Dio, voi, per mano di iniqui, inchiodandolo sulla croce, lo uccideste" (Atti 2:23; 4:27,28; cfr. Giovanni 19:11).
La dottrina della sovranità di Dio è sottolineata particolarmente dalla tradizione agostiniana-calvinista ed è negata o compromessa nelle tradizioni pelagiane, arminiane e liberali, le quali sostengono a vari gradi l'autonomia umana.
La confessione della sovranità di Dio è diventata la bandiera dell'autentico Calvinismo. Non è, però, il suo principio centrale; la sovranità di Dio non è il principio di base da cui è dedotta tutta la teologia di Giovanni Calvino. Questa è solo una caricatura di Calvino e del Calvinismo. Di fatto, il termine "sovranità" si trova solo poche volte nella "Istituzione della Religione Cristiana", lo stesso è vero per le confessioni di fede delle Chiese riformate. Eppure questa dottrina è una componente dell'autentico pensiero riformato. La chiave del pensiero teologico di Calvino era quella di parlare quando le scritture parlano e tacere quando esse tacciono. Ecco perché egli scrisse sulla sovranità di Dio e difese la predestinazione ed altre dottrine controverse.
Il Calvinismo classico non minimizza il ruolo della responsabilità umana nella storia. Sono nelle sue forme estreme di pensiero sopralapsarinanista e iper-calvinista la sovranità di Dio è accentuata in modo tale da compromettere la responsabilità umana e pregiudicare la proclamazione universale dell'Evangelo.
La confessione della sovranità di Dio dovrebbe essere occasione per lodare e glorificare Dio come pure per incoraggiare a vivere con ubbidienza amorevole nel regno del re. Com'è nel caso degli altri attributi di Dio, la sovranità di Dio deve riflettersi nel comportamento del cristiano. Il cristiano, rinnovato all'immagine di Dio e che progredisce nella santificazione dovrebbe esercitare un sano dominio sul creato come vice-reggente di Dio nel promuovere il Regno di Dio nella storia umana alla gloria del Signore sovrano (cfr. Genesi 1:28).